# Кропив'янка сардинська
Кропи́в'янка сардинська (Curruca sarda) — вид горобцеподібних птахів родини кропив'янкових (Sylviidae). Мешкає в Центральному Середземномор'ї.

## Опис
Довжина птаха становить 12,5 см, розмах крил 13-17,5 см, вага 8,5-12 г. Довжина крила становить 56 мм, довжина хвоста 64 мм, довжина дзьоба 12 мм. Самці мають рівномірно темно-сіре забарвлення, за винятком світлого горла. Самиці мають світліше і більш бліде забарвлення, коричневий відтінок в їх оперенні також відсутній. Райдужки червонувато-карі, навколо очей червоні кільця. Дзьоб темний, біля основи світліший, лапи червоні.

## Таксономія
Балеарські кропив'янки раніше вважалися підвидом сардинської кропив'янки, однак були визнані окремим видом через різницю у вокалізації, способі життя і зовнішньому вигляді. Генетичні дослідження показали, що балеарські кропив'янки найближче споріднені з прованськими кропив'янками, а сардинські кропив'янки є споріднені з цією сестринською групою. Клада з цих трьох видів, у свою чергу, є споріднена з сестринською групою сірих і піренейських кропив'янок.

## Поширення і екологія
Сардинські кропив'янки гніздяться на островах Корсика, Сардинія, Монтекрісто, Пантеллерія, Джианутрі і Зембра в Середземному морі. Взимку вони мігрують на південь, до Алжиру, Тунісу і Киренаїки (північний захід Лівії). Вони живуть в невисоких чагарникових заростях гариги, переважно в заростях чисту, а також в низькорослому і середньої висоти маквісі, який формують деревоподібні еріки, сірі суничники і мастикові дерева.Також вони трапляються на пасовищах, місцями порослих чагарниками і в деградованій гаризі, а також часто заселяють місцевість, що відновлюється після пожежі. Зустрічаються на висоті до 2000 м над рівнем моря.
Сардинські кропив'янки живляться павуками, дрібними комахами та їх личинками. Моногамні, гніздяться з березня по липень. Пара птахів будує глибоке, чашоподібне гніздо з широкими краями, яке робиться з трави, стебел і листя, встелється тонкими травинками, шерстю і корінцями, розміщується в чагарниках, на висоті від 60 до 140 см над землею. Самці іноді будують фальшиві гнізда. В кладці від 3 до 5 яєць.

## Збереження
МСОП класифікує цей вид як такий, що не потребує особливих заходів зі збереження. За оцінками дослідників, глобальна популяція піренейських кропив'янок становить від 20 до 50 тисяч дорослих птахів.